# Adamin

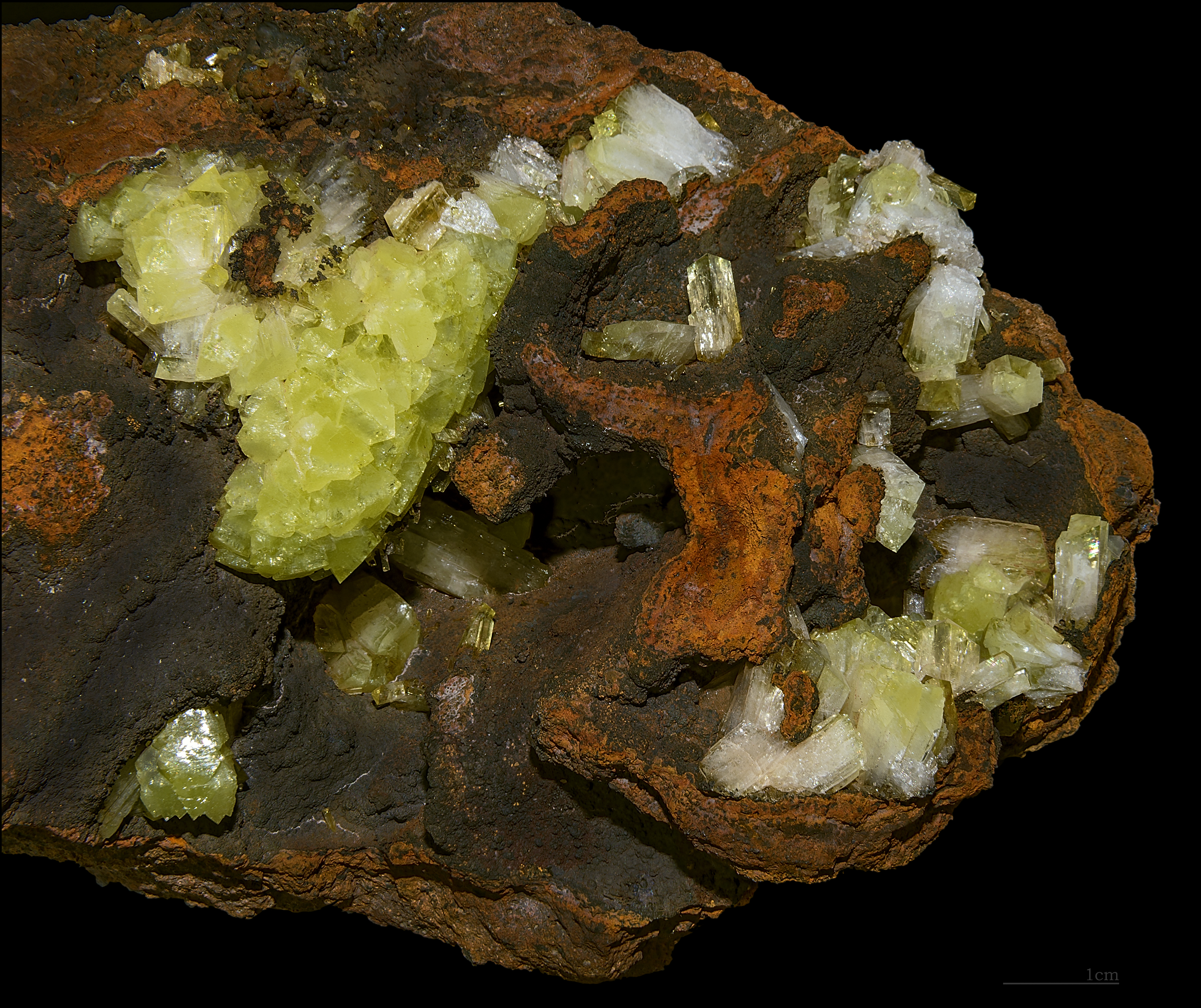

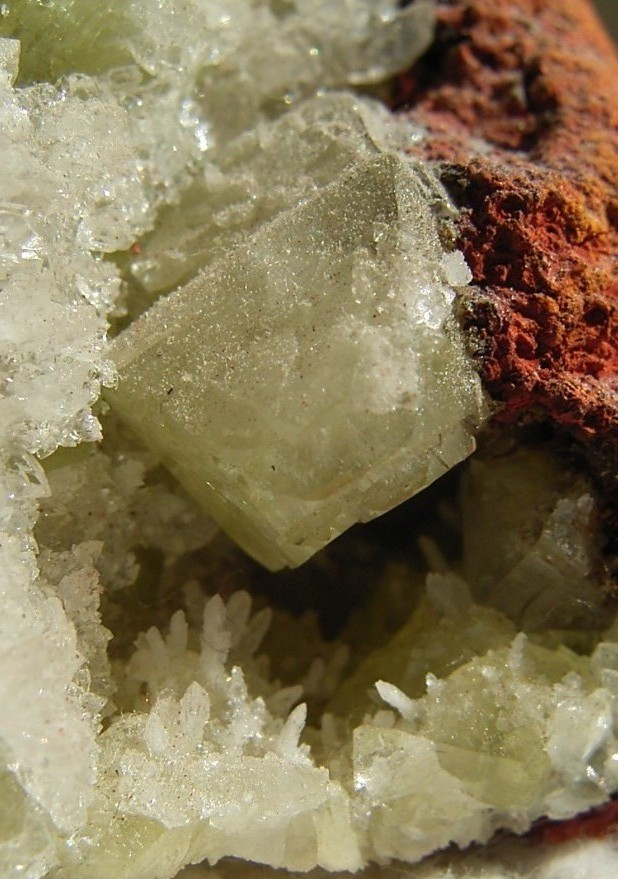

Adamin (adamit) – bardzo rzadki minerał z grupy arsenianów. Jego nazwa pochodzi od nazwiska francuskiego mineraloga Gilberta Josepha Adama (1795–1881).

## Cechy fizyczne
- Dyspersja: silna
- Widmo absorpcyjne: nie diagnostyczne
- Luminescencja: minerał wykazuje intensywnie zielone świecenie w bliskim UV oraz zielone i cytrynowożółte w dalekim UV[2]

Zazwyczaj tworzy małe, wydłużone kryształy o pokroju tabliczkowym, słupkowym, igiełkowym. Tworzy też kryształy izometryczne. Występuje w skupieniach drobnoziarnistych, promienistych, zbitych, kulistych, nerkowatych, w postaci naskorupień i nalotów oraz skupień groniastych wypełniających pustki w skałach (druzy). Najczęściej jest biały lub bezbarwny. Okazy zabarwione na fioletowy bądź różowy uzyskują swój kolor dzięki domieszkom kobaltu (adamit kobaltowy), okazy zabarwione na żółto, jasnożółto lub brunatno uzyskują kolor od domieszek związków żelaza, a okazy niebieskie i zielone - od domieszek związków miedzi (adamit miedziowy). Jest bardzo kruchy, przezroczysty lub przeświecający, wykazuje wyraźną fluorescencję o barwie cytrynowej. Rozpuszcza się w kwasie solnym. Zawiera domieszki tlenków Cu i Co. Nie jest radioaktywny oraz nie wykształca form bliźniaczych. 

## Występowanie
Jest minerałem wtórnym strefy złóż kruszców zasobnych w cynk – (sfaleryt) i arsen. Towarzyszą mu najczęściej kalcyt, smithsonit, geothyt, limonit, azuryt i hemimorfit. 

## Miejsce występowania
Występuje w USA (Utah, Kalifornia), Grecji – Lavrion, Meksyku – Durango (Ojuela i Mampimi), Namibii – Otavi i Tsumeb w okolicach Windhoek, Chile, Włoszech, Niemczech, Austrii, Szwajcarii, Rosji, Tadżykistanie, Turcji, Francji, Algierii.

## Zastosowanie
- ma znaczenie naukowe i kolekcjonerskie[2];
- w celach jubilerskich stosowany jest bardzo rzadko ze względu na niską twardość i wyraźną łupliwość – najbardziej cenione[według kogo?] odmiany zielone, zielononiebieskie i fioletowe;